# Mágnás Miska (film, 1949)
A Mágnás Miska című, Keleti Márton által rendezett fekete-fehér magyar zenés vígjáték  1948-ban készült és 1949. február 10-én került bemutatásra. Szirmai Albert operettjét (szöveg: Bakonyi Károly és Gábor Andor) Fényes Szabolcs dolgozta át filmre. A magyar filmgyártás legnézettebb alkotása. A filmet 9,5 millióan látták a mozikban.

## Történet
Baracs István vasútépítő mérnök megérkezik szülőfalujába, hogy megépítse a vasutat. A vásárban beleszeret Korláthy grófék álruhás lányába, Rollába. A grófék megkedvelik a fiatalembert, de amikor megtudják, hogy nem a birtokuk felé tervezi a vasutat, kiutasítják. Baracs annak érdekében, hogy a vasút a falu felé épüljön, a távollevő  Eleméry grófként mutatja be Korláthy grófék estéjén inasát, Miskát, és megkéri, hogy próbálja meg elintézni, hogy a vasút a falu felé épülhessen.

## Szereplők
- Gábor Miklós – Miska
- Sárdy János – Baracs István
- Mészáros Ági – Marcsa
- Németh Marika – Rolla
- Latabár Kálmán – Pixi gróf
- ifj. Latabár Árpád – Mixi gróf
- Gobbi Hilda – nagymama
- Sulyok Mária – Korláthy grófné
- Kemény László – Korláthy gróf
- Lehotay Árpád – id. Baracs
- Pécsi Sándor – Bíró
- Pethes Sándor – Gróf Eleméry
- Bartha János - az egyik szolgáló

További szereplők: Bárdy György, Fónay Márta, Keleti László, Képessy József, Lázár Tihamér, Tompa Sándor

## Televíziós megjelenés
MTV1 / M1, MTV2 / M2, Duna TV, Duna World, Filmmúzeum, Magyar Mozi TV